# Elisabeth Fessler
Elisabeth Fessler (* 1989 in Ravensburg) ist eine deutsche Trompeterin. 

## Leben und Werk
Elisabeth Fessler absolvierte ihr Studium mit Hauptfach Trompete bei  Wolfgang Guggenberger. Weiter erhielt sie Unterricht von  Erich Rinner, Reinhold Friedrich, Gábor Tarkövi, Kristan Steenstrup, Klaus Schuhwerk und Frits Damrow. Ergänzt wurde das Studium durch das Nebenfach Barocktrompete bei  Patrick Henrichs. Zusätzlich belegte sie Lehramt für Gymnasien mit Verbreitungsfach Jazz- und Popularmusik an der Staatlichen Hochschule für Musik Trossingen. Für ihre Abschlüsse erhielt sie in sämtlichen Fächern die Bestnote. Orchestererfahrung sammelte Elisabeth Fessler in der Spielzeit 2012/13 bei den Stuttgarter Philharmonikern sowie in der Spielzeit 2013/14 bei der Württembergischen Philharmonie Reutlingen. Seit September 2014 spielt sie als Trompeterin bei Harmonic Brass. Mit dem Blechbläserquintett war sie bei  120 Konzerten im Jahr weltweit auf Tour. Sie veröffentlichte mehrere CDs mit dem Ensemble und spielte Eigenkompositionen unter dem Verlag Brass Works Munich ein. Als Gastdozentin war sie  an  Universitäten in den USA, Großbritannien, Südafrika und Deutschland tätig. Seit 2018 ist sie Dozentin für Trompete an der Staatlichen Hochschule für Musik Trossingen.
Mit Cristian Ganicenco, Soloposaunist des Cincinnati Symphony Orchestra und Cincinnati Pops Orchestra, veröffentlichte Elisabeth Fessler das Album "Across the Ocean" und konzipierte ein Live-Programm "Loop the Classics" für Trompete, Posaune und Loop Station.

## Diskografie
- 2020: Across the Ocean – Elisabeth Fessler & Cristian Ganicenco (Emubands)
- 2019: Playlist – Harmonic Brass (Brass Works Munich)
- 2018: Christmas Glory – Harmonic Brass (Brass Works Munich)
- 2017: Delicatessen – Harmonic Brass (Brass Works Munich)
- 2016: Weihnachtsfantasie – Harmonic Brass (Brass Works Munich)
- 2015: In Concert – Harmonic Brass (Brass Works Munich)